# DeSoto Airstream

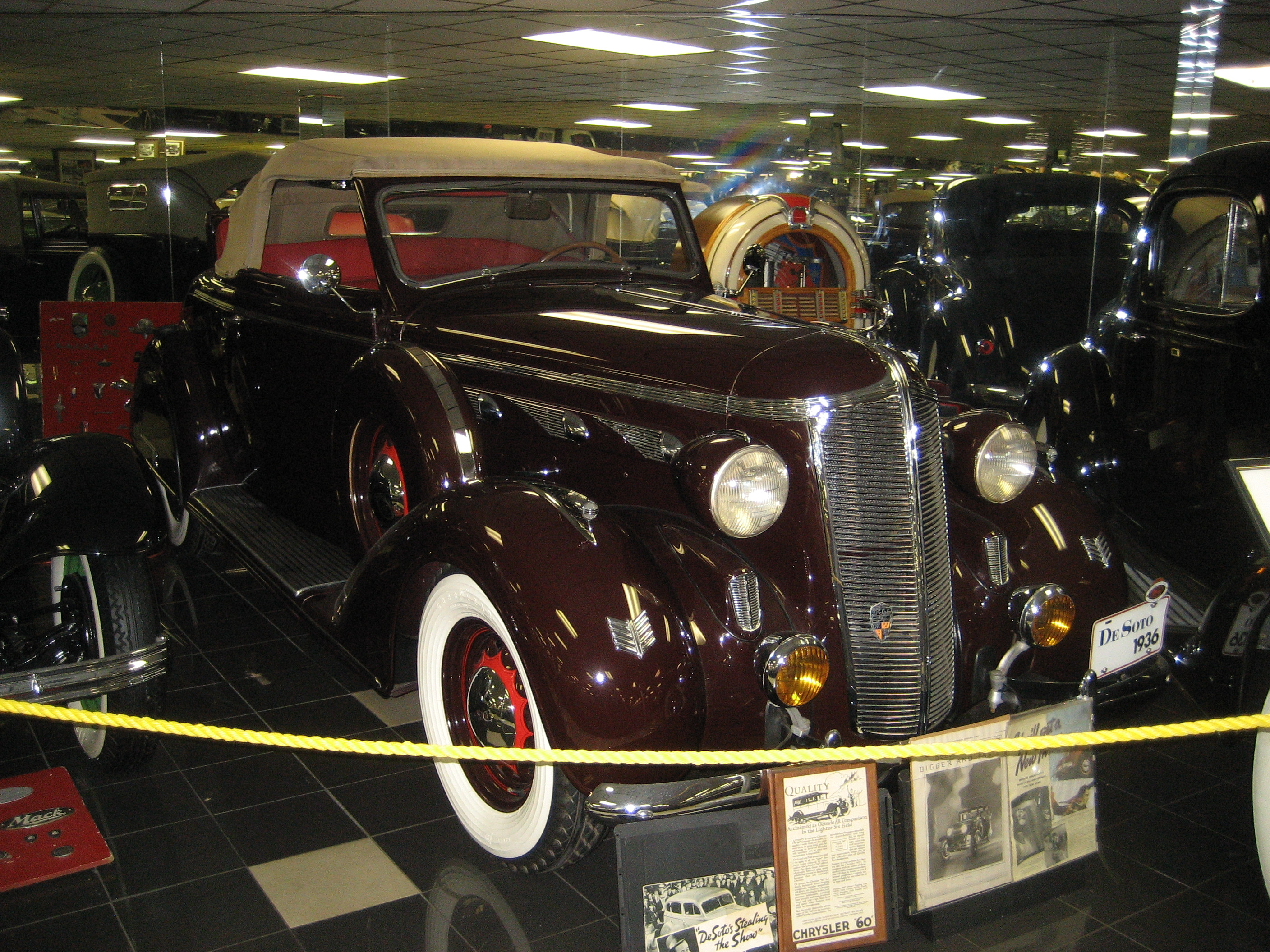
DeSoto Airstream Cabriolet (1936)

Der Desoto Airstream war ein von Chrysler unter der Automarke DeSoto in den Modelljahren 1935 und 1936 gebauter PKW. In beiden Jahren wurde der Wagen zusammen mit dem Stromlinienmodell Airflow verkauft. Chrysler bot zusätzlich einen Airstream unter eigenem Namen an; die Wagen zeigten kleine optische Unterschiede.
Der Airstream wurde eingeführt, um Marktanteile zurückzugewinnen, die man 1934 verloren hatte, als DeSoto nur den Airflow anbot. Obwohl er stromlinienförmig und aerodynamisch war, wurde der Airflow von den Kunden nicht geschätzt und der nach üblicheren Maßstäben konstruierte Airstream sollte die Lücke bis zum komplett neu konstruierten 1937er DeSoto überbrücken.
Wenn man auf den Airstream zurückschaut, war "konventionell" seine beste Eigenschaft. Der solide gebaute und konservativ konstruierte 6-Zylinder-Airstream hatte, anders als der Airflow, keine integrierten Hauptscheinwerfer, keinen breiten Kühlergrill und ein kein Monocoque-Chassis. Der Aufbau bestand ganz aus Stahl (und war nicht in Gemischtbauweise – Stahlbleche auf Holzrahmen – konstruiert, wie bei vielen US-Autoherstellern in den 1930er-Jahren), saß aber auf einen Rahmen aufgebaut und nicht wie beim Airflow mit dem Rahmen verbunden.
Als Aufbauten wurden 1935 ein 2-türiges Business-Coupé, ein Cabriolet, ein Roadster-Coupé, ein Coupé für 5 Passagiere und eine Limousine mit Kofferraum angeboten. Mit vier Türen gab es Limousinen mit und ohne Kofferraum. Die Wagen hatten Chryslers Gummi-Motorenlager ("Floating Power"), die die Vibrationen des Motors vom Chassis fernhielten. Auf Wunsch gab es auch Teppiche im vorderen Fußraum, ein Radio und eine Heizung.
Die Airstream-Modelle kosteten etwa 200,-- US-$ weniger als der Airflow. Dies und das traditionellere Styling verhalfen der Baureihe zum Erfolg.
Im Modelljahr 1935 verkaufte DeSoto 20.003 Airstream und 6.797 Airflow (zusammen 26.800 Autos), fast doppelt so viele wie im Modelljahr 1934 (13.940 Stück), als nur der Airflow angeboten wurde.
1936 gab es beim Airstream zwei Ausstattungsvarianten, den Deluxe und den Custom. Der Deluxe hatte eine einteilige Windschutzscheibe, während der Custom (außer dem Cabriolet) eine geteilte Windschutzscheibe besaß, was schnell Industriestandard wurde. In der besser ausgestatteten Variante gab es auch ein Custom Traveller-Modell auf einem längeren Fahrgestell mit 3.302 mm Radstand. Dieser Custom Traveller wurde gerne von Firmen verwendet, die Pullman-Limousinen aufbauten, was die langandauernde und profitable Beziehung von DeSoto mit den Herstellern von Taxis begründete.
1936 stieg die Gesamtverkaufszahl auf 38.938 Einheiten an, wovon 33.938 Stück Airstream waren, während der Airflow in seinem letzten Produktionsjahr auf 5.000 Einheiten zurückfiel.